# Frontera entre Malàisia i Indonèsia
Malàisia i Indonèsia tenen una frontera en comú de 2019,5 kilòmetres situada a l'illa de Borneo així com diferents fronteres marítimes. Les qüestions relacionades amb la frontera terrestre van ser establertes definitivament l'any 1928, tot i que encara existeixen desacords sobre el traçat de la frontera marítima, particularment a l'est, en el Mar de Cèlebes.